# La squadra (romanzo)
La squadra (Free Fall è un romanzo poliziesco dello scrittore Robert Crais, pubblicato nel 1993; è il quarto episodio della serie di Elvis Cole e Joe Pike. In Italia è stato inizialmente pubblicato con il titolo Trappola per un angelo.
Nel 1994 il libro ha ottenuto la nomination all'Edgar Award per il  miglior romanzo

## Trama
Elvis Cole viene incaricato da una bellissima e timida bionda di capire le ragioni dello strano comportamento del suo fidanzato. E fin qui sembra tutto normale, per un investigatore privato.
I problemi iniziano appena la bionda esce dalla porta, perché il fidanzato è un poliziotto che lavora in una squadra molto speciale.
Se poi si considera che il socio di Cole è Joe Pike (ex poliziotto odiato da molti poliziotti),
che la città è la Los Angeles e che l'indagine porta ai ghetti neri, ancora pieni di rabbia dopo la Rivolta di Los Angeles del 1992...

## Edizioni in italiano
- Robert Crais, Trappola per un angelo, traduzione di Gianni Montanari,  Il Giallo Mondadori n. 2384, Milano: 1994
- Robert Crais, La squadra, traduzione di Stefano Tettamanti, Casale Monferrato: Piemme, 2002
- Robert Crais, Elvis Cole collection; La città dorme; La squadra; Il mercante di corpi, Milano: Piemme, 2006